# 天安门民主大学
天安门民主大学是六四天安门事件相關組織，于1989年6月3日创建，倡导并分别担任校长和名誉校长的是六四事件天安门广场学生领袖张伯笠和前中国社会科学院政治研究所所长严家祺。1989年6月3日深夜，嚴家祺在天安門廣場講了第一課，天安門民主大學就在六四事件軍事鎮壓下被迫消失了。

## 復校努力
1989年，劉健芝等人在香港成立「復校計劃籌備處」，地址位於灣仔石水渠街28號2樓。1992年停辦，出版活動約結束於1995—1996年。
2013年5月17日，在六四事件24周年即将到来时，四十多位知名民运人士联名发表宣言，希望天安门民主大学在海外以网络学校的形式复校。复校筹备组（方政、熊焱、封從德、張伯笠、葛洵）决定，天安门民主大学于2013年6月2日美国旧金山华人纪念六四事件24周年的集会上宣布复校，复校后总部设于旧金山。2014年6月1日，天安门民主大学在旧金山市总图书馆礼堂举行开学典礼，以远程教育方式授课。普林斯顿中国学社执行主席兼天安门民主大学学术委员会召集人陈奎德在开学典礼说，“作为对中国大陆六十多年来教育制度的拨乱反正，抗拒愚民主义、抗拒思想垄断、抗拒党化教育，在多种文化交流的重镇旧金山复校向中国和世界实施远程教学的大学，我们将坚守对普世价值和学术使命的承诺和守护”。